# Cimicomorpha
I Cimicomorfi (Cimicomorpha Leston, Pendergrast & Southwood, 1954) sono un raggruppamento sistematico di Insetti dell'Ordine dei Rincoti (Sottordine Heteroptera).

## Descrizione
I Cimicomorfi possono essere alati o meiotteri. Il capo è in genere prognato, con apparato boccale diretto in avanti, oppure ortognato, con apparato boccale disposto in posizione ventrale nella parte anteriore del capo. Il rostro è composto da 3-4 segmenti. Le antenne sono generalmente ben sviluppate in lunghezza. Sono spesso presenti sensilli cefalici del tipo dei tricobotri.
Nelle forme alate, le ali sono differenziate in emielitre, con una parte prossimale sclerificata e una distale (membrana) membranosa, la cui venatura, in genere, delimita 1-3 cellule. La parte sclerificata reca due fratture, una trasversale, decorrente dal margine costale, una longitudinale, più interna, decorrente dalla base dell'ala. Nei Tingidi ricorre spesso l'aspetto areolato e uniforme delle emielitre, senza apparente distinzione tra corio e membrana.
Le zampe hanno tarsi composti da tre segmenti, talvolta due.

## Nutrizione
Il regime dietetico è, secondo le specie, zoofago o fitofago e fra i primi non mancano specie impiegate in lotta biologica e integrata oppure specie che attaccano gli animali superiori, compreso l'uomo.

## Sistematica
L'infraordine si suddivide in sei superfamiglie:
- Superfamiglia: Cimicoidea. Famiglie: 
  - Anthocoridae
  - Cimicidae
  - Nabidae
  - Polyctenidae
  - Velocipedidae
- Superfamiglia: Joppeicoidea. Famiglie: 
  - Joppeicidae
- Superfamiglia: Miroidea. Famiglie: 
  - Microphysidae
  - Miridae
- Superfamiglia: Reduvoidea o Reduvioidea. Famiglie: 
  - Pachynomidae
  - Reduviidae
- Superfamiglia: Thaumastocoroidea. Famiglie: 
  - Thaumastocoridae
- Superfamiglia: Tingoidea. Famiglie:
  - Tingidae